# 费拉·佩雷尔曼
费拉·佩雷尔曼（1909年—1991年），是一名波兰人，曾在比利时帮助第二次世界大战期间犹太人。她是查姆·佩雷尔曼之妻。

## 生平
她出生在波兰，在法语布鲁塞尔自由大学学习历史。写了一篇关于1830年比利时革命的博士论文，并于1948年发表。1942年，在她房子里建立了住房保护委员会。并在比利时为犹太儿童开办了一个中心，最初是一所学校，用来藏纳孩子们不被纳粹分子发现，并送给天主教家庭。她还在二战后帮助建立了比利时难民之家，并通过她作为摩萨德特工的工作，帮助犹太人前往巴勒斯坦。她曾经是耶路撒冷希伯来大学的董事会成员，并接受了他们的荣誉博士。1983年，她还被任命为比利时的男爵爵位。